# WPRD Gravel
WPRD Gravel sp. z o.o. – przedsiębiorstwo (spółka z ograniczoną odpowiedzialnością) założone w 1992 roku z siedzibą w Gdańsku, zajmujące się budową i modernizacją dróg i ulic oraz budową i remontami torowisk tramwajowych.